# Valerianella dactylophylla
Valerianella dactylophylla är en kaprifolväxtart som beskrevs av Pierre Edmond Boissier och Hohen. Valerianella dactylophylla ingår i släktet klynnen, och familjen kaprifolväxter. Inga underarter finns listade i Catalogue of Life.